# واين كوبر
واين كوبر (بالإنجليزية: Wayne Cooper)‏ هو لاعب سنوكر بريطاني، ولد في 9 يونيو 1978 في برادفورد في المملكة المتحدة.

## روابط خارجية
- واين كوبر على موقع CueTracker.net (الإنجليزية)